# سیارک ۱۷۶۱۲
سیارک ۱۷۶۱۲ (به انگلیسی: 17612 Whiteknight، نامگذاری:1995UW6) هفده هزار و ششصد و دوازدهمین سیارک کشف شده‌است که در ۲۰ اکتبر ۱۹۹۵ کشف شد.
قدر مطلق سیارک برابر ۲۴.۵ است.